# Euzebiusz (papież)
Euzebiusz (ur. w Grecji, zm. 21 października 310 na Sycylii) – święty Kościoła katolickiego, 31. papież w okresie od 18 kwietnia 309 do 17 sierpnia 310.

## Życiorys
Prawdopodobnie był Grekiem, synem lekarza. Na Stolicy Piotrowej zasiadał rok i 4 miesiące. W czasie jego pontyfikatu nasilił się znowu spór dotyczący apostatów. Zgodnie z postępowaniem swych poprzedników Euzebiusz przyjmował ich po wypełnieniu stosownej pokuty. Przeciwnikiem takiego postępowania był Herakliusz. Spór zakończył się zesłaniem obu na Sycylię przez cesarza Maksencjusza.
Zmarł na wygnaniu na Sycylii, a pogrzebany został na cmentarzu św. Kaliksta. Papież Damazy I umieścił epitafium na jego grobie, zawarty tam epitet „męczennik” nie powinien być brany dosłownie pod uwagę.
Według Martyrologium Romanum wspomnienie wypada 26 września, po 1922 roku przesunięte na 17 sierpnia.